# Другий занасип
Другий зана́сип — місцевість Кременчука, розташована на сході його лівобережної частини.

## Розташування
Другий занасип межує: через залізничне полотно з Чередничками та Центром міста, через вулицю Ярмаркову з Першим занасипом, через вулицю Суворова з Третім занасипом. 

## Опис
Другий занасип — вузька смужка з декількох вулиць, що фактично служить переходом між основною частиною міста та Третім занасипом. На території другого занасипу розташовані приватні 1-2 поверхові будинки. Другий занасип - спальний район міста. Розташований на окраїні міста.

## Транспорт
До Другого занасипу можна дістатися маршрутом № 28. 28-й маршрут проходить через Ближнє Молодіжне, Нагірну частину, Центр та через вулицю Леонова заїжджає на Другий занасип. Закінчується маршрут на вулиці Мічуріна на Третьому занасипу.
Також до Другого занасипу можна дістатися маршрутом № 13, що починається на Щемилівці, проходить через центр (вулицю Першотравневу та Леонова) та заїжджає на Другий занасип. Закінчуєть маршрут теж на вулиці Мірчуріна на Третьому занасипу.